# Delegazione Magdalena Contreras
La Delegazione Magdalena Contreras è una delle sedici delegazioni di Città del Messico. Confina a nord e ad ovest con la delegazione Álvaro Obregón; a sud e ad est con la delegazione Tlalpan.
Il nome della delegazione proviene dall'evangelizzazione del XVIII secolo dei francescani e dei domenicani, in quest'epoca si edificò un monastero di clausura intitolato a Santa Maria Maddalena.
Il "Signore di Contreras" è una scultura di legno a grandezza naturale che rappresenta Gesù. L'originale attualmente si trova nel Convento de il Carmen a San Ángel.
A questa immagine furono attribuiti negli anni poteri miracolosi, la statua fu di proprietà di Tommaso di Contreras.
La delegazione è attraversata dall'ultimo fiume "vivo" del Distretto Federale, il Río Magdalena, che soffre oggi per il grande inquinamento della città.
Nel 1848 vi si svolse la Battaglia di Padernia durante la guerra messico-statunitense.